# Bartramia rigida
Bartramia rigida là một loài rêu trong họ Bartramiaceae. Loài này được Brid. Bals.-Criv. & De Not. mô tả khoa học đầu tiên năm 1838.